# Issam Ben Khemis
Issam Ben Khemis, né le 10 janvier 1996 à Paris en France, est un footballeur international tunisien qui évolue au poste de milieu relayeur au SAS Épinal. Il possède également la nationalité française.

## Biographie

### En club
Issam Ben Khemis prend sa première licence à l’âge de sept ans, au Stade olympique de Paris, dans le 13e arrondissement de la capitale. Il prend ensuite, à l'âge de quatorze ans, la direction de l'Union sportive d'Ivry. Il y joue successivement avec les moins de quinze ans, les moins de 17 ans et enfin les moins de 19 ans.
En novembre 2013, il est repéré par le FC Lorient, qui lui propose d'effectuer un essai d'une semaine. Après avoir convaincu le staff, il intègre en décembre le centre de formation du club breton. Il commence à jouer avec l'équipe des moins de 19 ans, puis se voit rapidement promu au sein de l'équipe réserve, qui évolue en CFA 2. La réserve termine première de son groupe et obtient la montée en CFA en 2014.
Il obtient son bac STMG avec mention, en juin 2015. Il continue ensuite ses études avec un BTS MUC (management des unités commerciales).
En mai 2016, il signe son premier contrat professionnel en faveur du FC Lorient, en compagnie de son coéquipier Anthony Lamonge. Il réalise ses débuts en Ligue 1 le 14 mai de la même année, en jouant vingt minutes contre le Gazélec Ajaccio.
Il rejoint Doncaster le 3 août 2017 puis le Stade tunisien fin 2018.

### En équipe nationale
Il joue un match en équipe de Tunisie le 9 octobre 2016, contre la Guinée, lors d'une rencontre rentrant dans le cadre des éliminatoires du mondial 2018 (victoire 2-0).

## Statistiques

### Statistiques détaillées
| Saison                | Club                  | Championnat           | Championnat | Championnat | Championnat | Coupe nationale | Coupe nationale | Coupe nationale | Coupe de la Ligue | Coupe de la Ligue | Coupe de la Ligue | Autres compétitions | Autres compétitions | Autres compétitions | Autres compétitions | Total | Total | Total |
| Saison                | Club                  | Division              | M.          | B.          | P.d.        | M.              | B.              | P.d.            | M.                | B.                | P.d.              | Comp.               | M.                  | B.                  | P.d.                | M.    | B.    | P.d.  |
| 2013-2014             | US Ivry               | CFA                   | 1           | 0           | 0           | -               | -               | -               | -                 | -                 | -                 | -                   | -                   | -                   | -                   | 1     | 0     | 0     |
| 2014-2015             | FC Lorient            | Ligue 1               | -           | -           | -           | -               | -               | -               | -                 | -                 | -                 | -                   | -                   | -                   | -                   | 0     | 0     | 0     |
| 2015-2016             | FC Lorient            | Ligue 1               | 1           | 0           | 0           | -               | -               | -               | -                 | -                 | -                 | -                   | -                   | -                   | -                   | 1     | 0     | 0     |
| 2016-2017             | FC Lorient            | Ligue 1               | 2           | 0           | 0           | -               | -               | -               | 1                 | 0                 | 0                 | -                   | -                   | -                   | -                   | 3     | 0     | 0     |
| Sous-total            | Sous-total            | Sous-total            | 3           | 0           | 0           | -               | -               | -               | 1                 | 0                 | 0                 | -                   | -                   | -                   | -                   | 4     | 0     | 0     |
| 2017-2018             | Doncaster Rovers      | League One            | 3           | 1           | 0           | 1               | 0               | 1               | 1                 | 0                 | 1                 | CT                  | 4                   | 1                   | 0                   | 9     | 2     | 2     |
| 2018-2019             | Doncaster Rovers      | League One            | -           | -           | -           | -               | -               | -               | 1                 | 0                 | 0                 | CT                  | 1                   | 0                   | 0                   | 2     | 0     | 0     |
| Sous-total            | Sous-total            | Sous-total            | 3           | 1           | 0           | 1               | 0               | 1               | 2                 | 0                 | 1                 | -                   | 5                   | 1                   | 0                   | 11    | 2     | 2     |
| 2018-2019             | Stade tunisien        | Ligue Pro 1           | 13          | 3           | 3           | 2               | 0               | 0               | -                 | -                 | -                 | -                   | -                   | -                   | -                   | 15    | 3     | 3     |
| 2019-2020             | Stade tunisien        | Ligue Pro 1           | 22          | 0           | 2           | 2               | 0               | 0               | -                 | -                 | -                 | -                   | -                   | -                   | -                   | 24    | 0     | 2     |
| 2020-2021             | Stade tunisien        | Ligue Pro 1           | 22          | 1           | 1           | -               | -               | -               | -                 | -                 | -                 | -                   | -                   | -                   | -                   | 22    | 1     | 1     |
| Sous-total            | Sous-total            | Sous-total            | 57          | 4           | 6           | 4               | 0               | 0               | -                 | -                 | -                 | -                   | -                   | -                   | -                   | 61    | 4     | 6     |
| 2021-2022             | US Lège-Cap-Ferret    | National 3            | 17          | 1           | 2           | -               | -               | -               | -                 | -                 | -                 | -                   | -                   | -                   | -                   | 17    | 1     | 2     |
| 2022-2023             | Stade poitevin        | National 3            | 22          | 1           | 1           | -               | -               | -               | -                 | -                 | -                 | -                   | -                   | -                   | -                   | 22    | 1     | 1     |
| 2023-2024             | Angoulême CFC         | National 2            | 25          | 1           | 2           | 2               | 0               | 0               | -                 | -                 | -                 | -                   | -                   | -                   | -                   | 27    | 1     | 2     |
| 2024-2025             | Girondins de Bordeaux | National 2            | 7           | 0           | 0           | 4               | 2               | 1               | -                 | -                 | -                 | -                   | -                   | -                   | -                   | 11    | 2     | 1     |
| 2025-2026             | SAS Épinal            | National 2            | -           | -           | -           | -               | -               | -               | -                 | -                 | -                 | -                   | -                   | -                   | -                   | 0     | 0     | 0     |
| Total sur la carrière | Total sur la carrière | Total sur la carrière | 135         | 8           | 11          | 11              | 2               | 2               | 3                 | 0                 | 1                 | -                   | 5                   | 1                   | 0                   | 154   | 11    | 14    |

### En sélection nationale
| Saison                | Sélection             | Phases finales        | Phases finales | Phases finales | Phases finales | Éliminatoires | Éliminatoires | Éliminatoires | Matchs amicaux | Matchs amicaux | Matchs amicaux | Total | Total | Total |
| Saison                | Sélection             | Compétition           | M              | B              | Pd             | M             | B             | Pd            | M              | B              | Pd             | M     | B     | Pd    |
| --------------------- | --------------------- | --------------------- | -------------- | -------------- | -------------- | ------------- | ------------- | ------------- | -------------- | -------------- | -------------- | ----- | ----- | ----- |
| 2016-2017             | Tunisie               | -                     | -              | -              | -              | 1             | 0             | 0             | -              | -              | -              | 1     | 0     | 0     |
| Total sur la carrière | Total sur la carrière | Total sur la carrière | -              | -              | -              | 1             | 0             | 0             | -              | -              | -              | 1     | 0     | 0     |

### Liste des matchs internationaux
| Matchs internationaux de Issam Ben Khemis | Matchs internationaux de Issam Ben Khemis | Matchs internationaux de Issam Ben Khemis    | Matchs internationaux de Issam Ben Khemis | Matchs internationaux de Issam Ben Khemis | Matchs internationaux de Issam Ben Khemis | Matchs internationaux de Issam Ben Khemis                 |
|                                           | Date                                      | Lieu                                         | Adversaire                                | Résultats                                 | Compétitions                              | Notes                                                     |
| ----------------------------------------- | ----------------------------------------- | -------------------------------------------- | ----------------------------------------- | ----------------------------------------- | ----------------------------------------- | --------------------------------------------------------- |
| 1.                                        | 9 octobre 2016                            | Stade Mustapha-Ben-Jannet, Monastir, Tunisie | Guinée                                    | 2 - 0                                     | Éliminatoires de la Coupe du monde 2018   | Rentre en jeu à la 90e minute à la place de Wahbi Khazri. |